# Pterodroma mollis

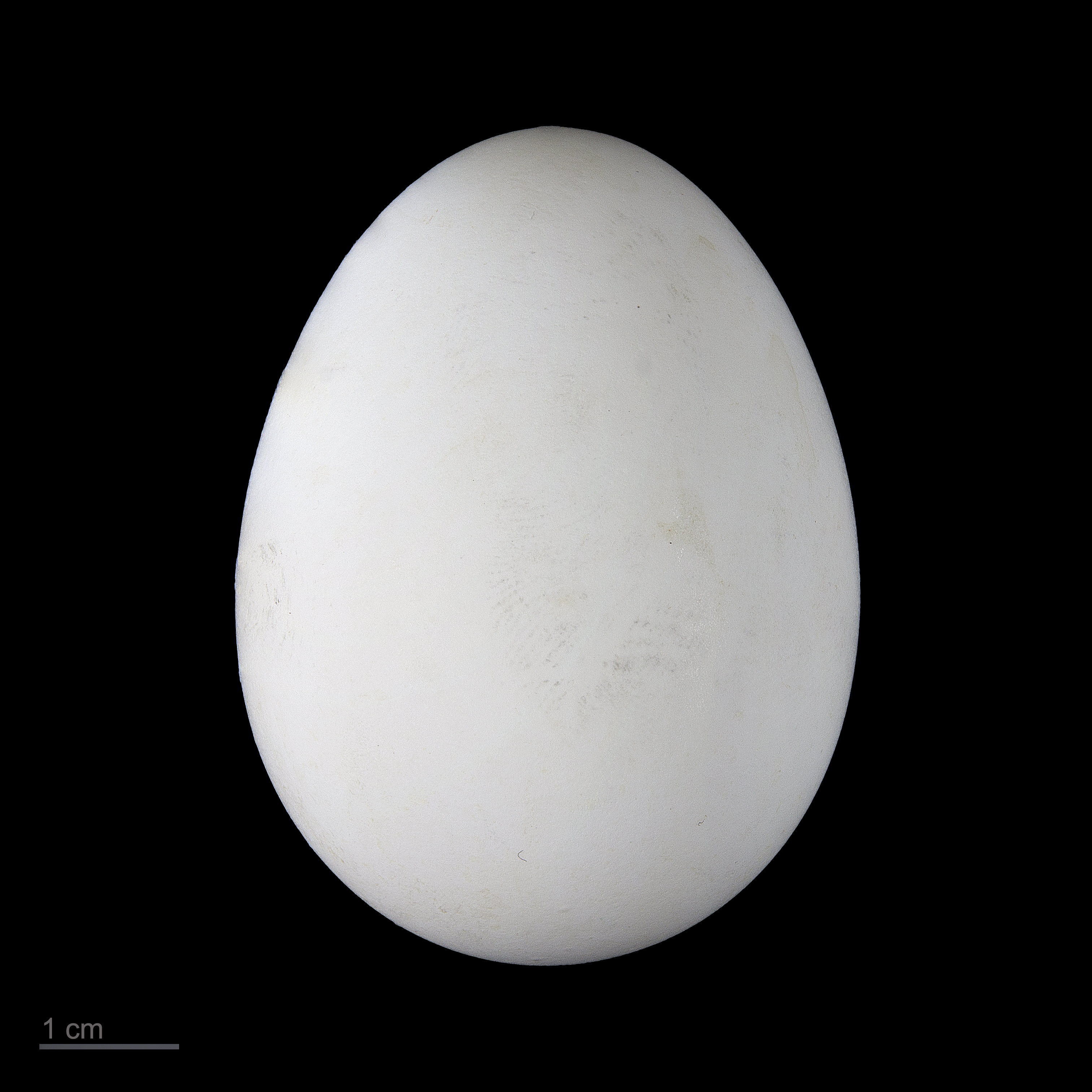
Pterodroma mollis

Il petrello piumoso (Pterodroma mollis (A.Smith , 1844)) è un uccello marino della famiglia Procellariidae.